# Kirche St. Mangen

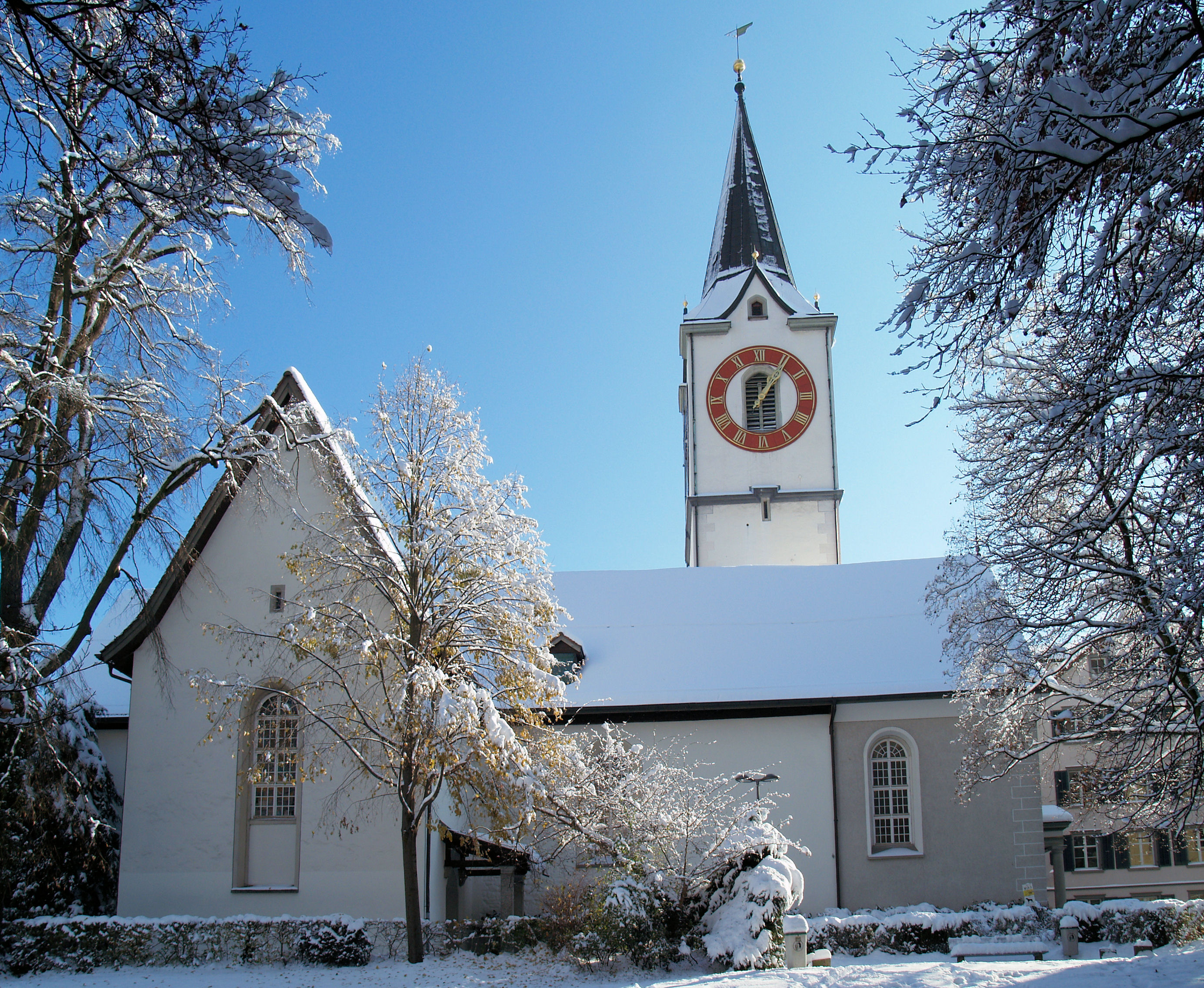
Kirche St. Mangen, 2008

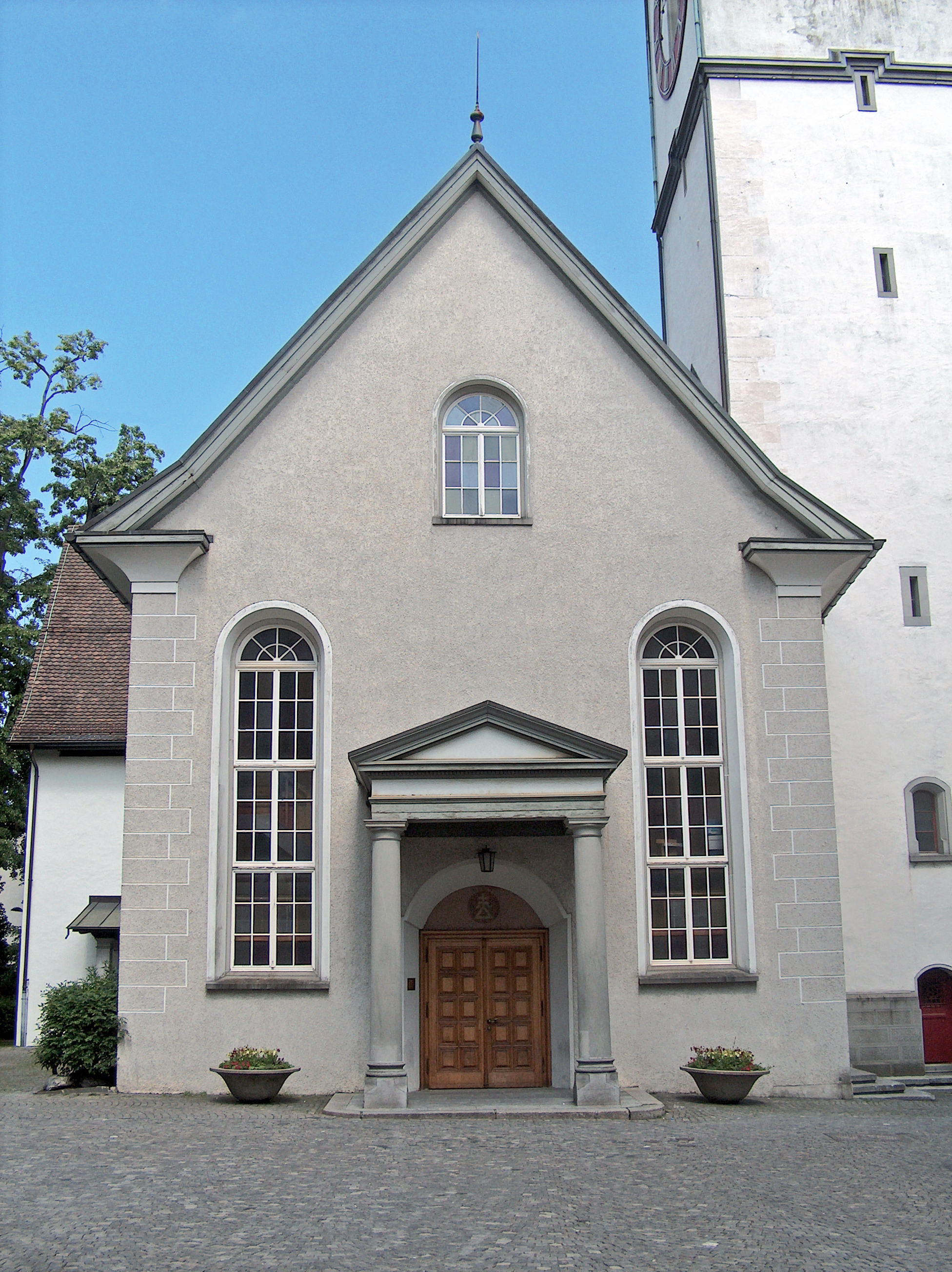
Die Kirche von Westen aus gesehen, 2007

Die Kirche St. Mangen ist eine evangelisch-reformierte Kirche in der Stadt St. Gallen.

## Lage
Die Kirche befindet sich an der Kirchgasse 17. Sie liegt auf einem Hügel innerhalb der alten Stadtmauer von St. Gallen, in der sogenannten Irer Vorstadt.

## Geschichte
Der erste Kirchenbau an dieser Stelle wurde durch Bischof Salomon von Konstanz errichtet. Kaiser Arnulf bestätigte am 13. Oktober 898 den Bau einer Kirche am Irabach. Sie wurde zu Ehren des heiligen Magnus errichtet. Sie nahm auch die Armreliquie auf, die Bischof Adalbero von Augsburg seinem Amtsbruder geschenkt hatte. Die kreuzförmige Kirche war nach Osten gerichtet. Ein Teil des Fundamentes unter der heutigen Kirche wurde anlässlich der Restaurierung 1946 ausgegraben und untersucht.
Bei dieser ursprünglichen Kirche liess sich 916 Wiborada in einer angebauten Klause einmauern. Sie starb 926 den Märtyrertod, weil sie sich weigerte, mit ihren Glaubensschwestern und der restlichen Bevölkerung vor den herannahenden Ungarn zu fliehen.
Die heutige Kirche geht auf einen Bau aus dem 11. Jahrhundert zurück. Das Baudatum ist nicht bekannt. Doch dürfte der Neubau eine Folge der Kanonisierung von Wiborada 1047 sein, mit dem entsprechenden Zuwachs an Gläubigen, denn der Neubau hat etwa die doppelte Grösse der Ursprungskirche.
Der die Kirche umgebende Friedhof wurde 1388 erweitert. Beim grossen Stadtbrand 1418 griff das Feuer auch auf die Kirche über, zerstörte aber – gemäss den Mauerbefunden – nur die Dächer. Die Frühmesse wurde am 13. Dezember 1420 gestiftet, die Mittelmesse am 13. Juni 1438. Beide Messen wurden von der Familie Abhusen gestiftet, am Altar St. Sebastian und Fabian. Der Priester Jaohannes Rütili erklärte am 2. Januar 1456, dass er in der St. Wiboradakapelle eine ewige Messe dotiert habe. Am 11. August 1488 schlug ein Blitz in den Glockenturm, der damals noch ein Dachreiter war, der mittig auf dem Dach stand. Anstelle des Dachreiters wurde der bis heute erhaltene Kirchturm gebaut. Bis zur Vollendung des Turmes waren die Glocken in einem Gerüst auf dem Friedhof aufgehängt. Der Turmbau unter der Leitung des städtischen Baumeisters Magnus Hetzer wurde am 16. Juni 1505 begonnen und nach drei Jahren vollendet.
Infolge der Reformation wurden am 27. Februar die Kirchenzierden verkauft und die Bilder entfernt. Da Vadian der Stadt seine Bücherei vermacht hatte, wurde 1567 in der ehemaligen St. Wiborada-Kapelle eine Bücherei eingerichtet, die diese Werke aufnehmen sollte. Die gezimmerte Glockenstube des Turms wurde 1568 durch ein gemauertes Obergeschoss ersetzt, das einen Spitzhelm trug, der mit glasierten Ziegeln gedeckt war. Im Jahr 1657 wurde das Kirchenschiff nach Westen verlängert. Am 6. Juni 1731 um 14:00 Uhr gab es einen weiteren Blitzeinschlag in den Kirchturm. Dabei wurden sowohl das Dach als auch die Glocken zerstört. Am 6. September 1731 war der Helm (mit Kupfer gedeckt) wiederhergestellt. Die vier neuen Glocken wurden von den Glockengiessern Peter und Johannes Melchior Ernst von Lindau angefertigt. Beim Guss der im Oktober 1731 gelieferten Glocken wurde auch das Material der zerstörten Glocken verwendet. Die grösste Glocke bekam aber schon 1733 einen Riss, so dass die beiden grössten Glocken bei den gleichen Meistern umgegossen wurden. Im Jahr 1731 wurde ein Uhrwerk von H. Jakob Kessler eingebaut.

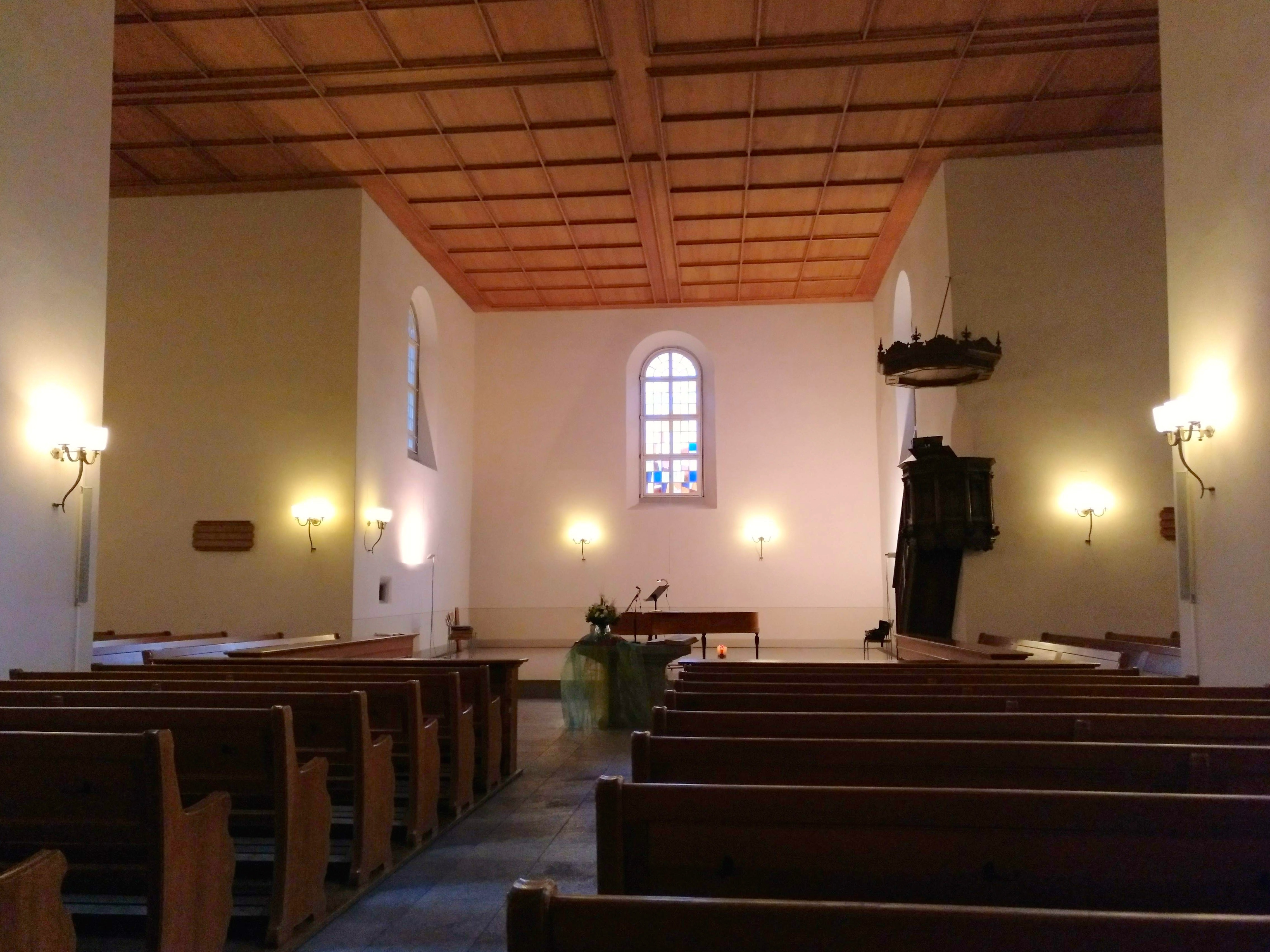
Innenraum von St. Mangen, 2018

Nach dem Erdbeben von 1774 wurde die Kirche im selben Jahr renoviert; dabei wurde die Fensterdisposition verändert. Aufgrund der entstandenen Schäden wurde das Musikkollegium abgebrochen. 1837 schlug der Architekt Felix Wilhelm Kubly in einem Gutachten den Abriss und Neubau der Kirche vor. Stattdessen wurde 1838–1839 eine Innenrenovation nach Plänen von Kubly durchgeführt. Dabei wurde die Holzdecke durch einen Gipsplattenplafond ersetzt und die Männerempore im nördlichen Querschiff entfernt. 1840–1842 erfolgte eine Aussenrenovation unter der Leitung von Johann Christoph Klunkler. Eine weitere Renovation (1876–1877) leitete Eduard Engler. Der Kirchturm wurde 1898 von Salamon Schlatter renoviert. Im Rahmen von späteren Innen- (1946) und Aussenrenovationen (1979–1982) wurden diese Veränderungen rückgängig gemacht. Ab Dezember 2011 war die Kirche aufgrund von starkem Schimmelbefall geschlossen und wurde nach der Sanierung von Innenraum und Orgel 2014 wieder eröffnet.

## Bauwerk

### Architektur
Die heutige Kirche wurde mit der gleichen Achse am Standort der ursprünglichen Kirche erbaut. Da ihr Grundriss noch keine quadratische Vierung aufweist, kann er der frühromanischen Epoche zugewiesen werden. Die Entstehung wird auf etwa 1100 geschätzt. Er ist in der Form eines lateinischen Kreuzes gehalten. Das Langschiff wurde 1657 mit einem Westanbau verlängert. Ursprünglich überragte der zwischen 1505 und 1508 an der Südwestseite angebaute Kirchturm die dem Chor gegenüberliegende Stirnwand um etwa ein Drittel seines quadratischen Grundrisses.

### Wiboradagrab und Wiboradazelle

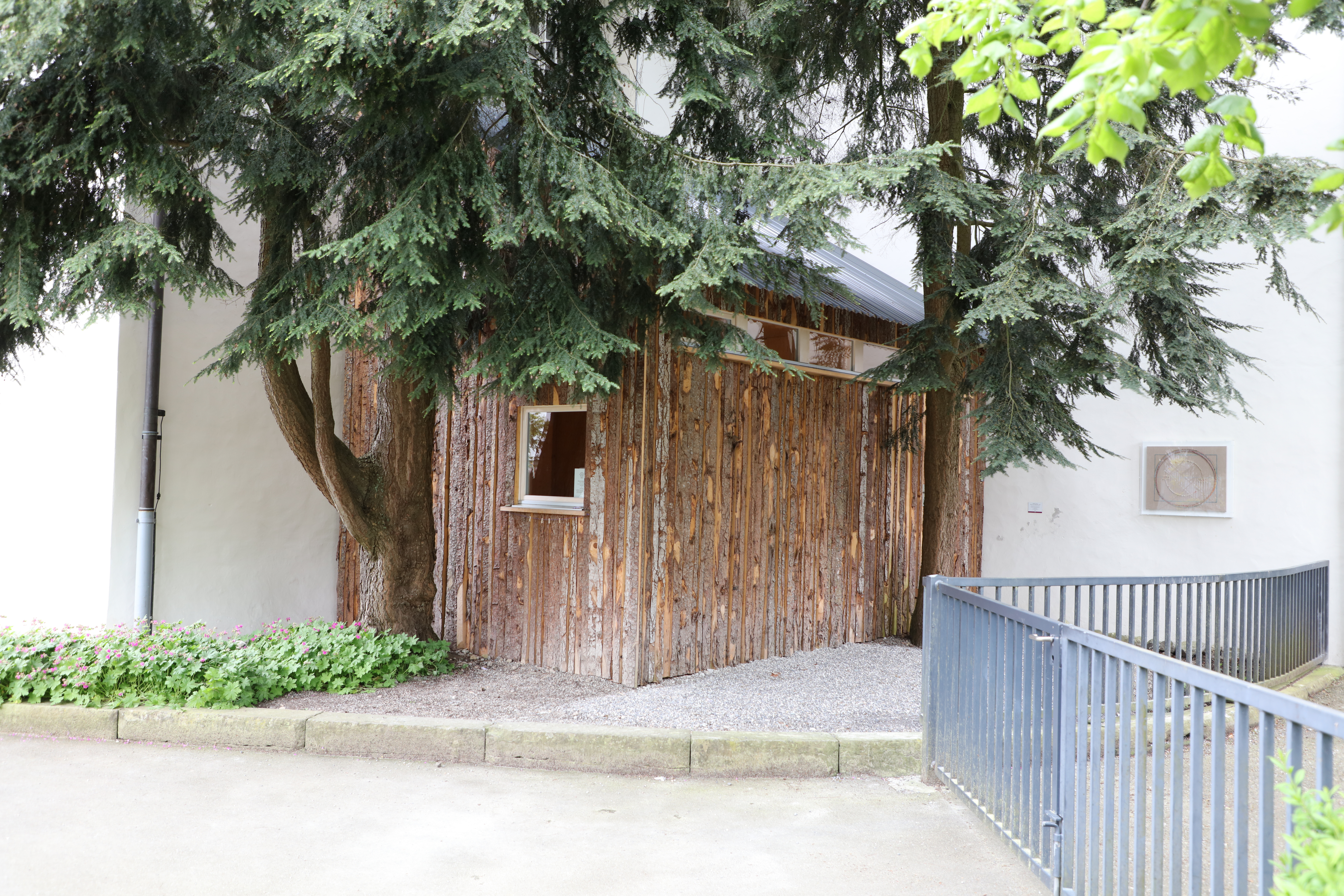
Aussenansicht Wiboradazelle (2023)
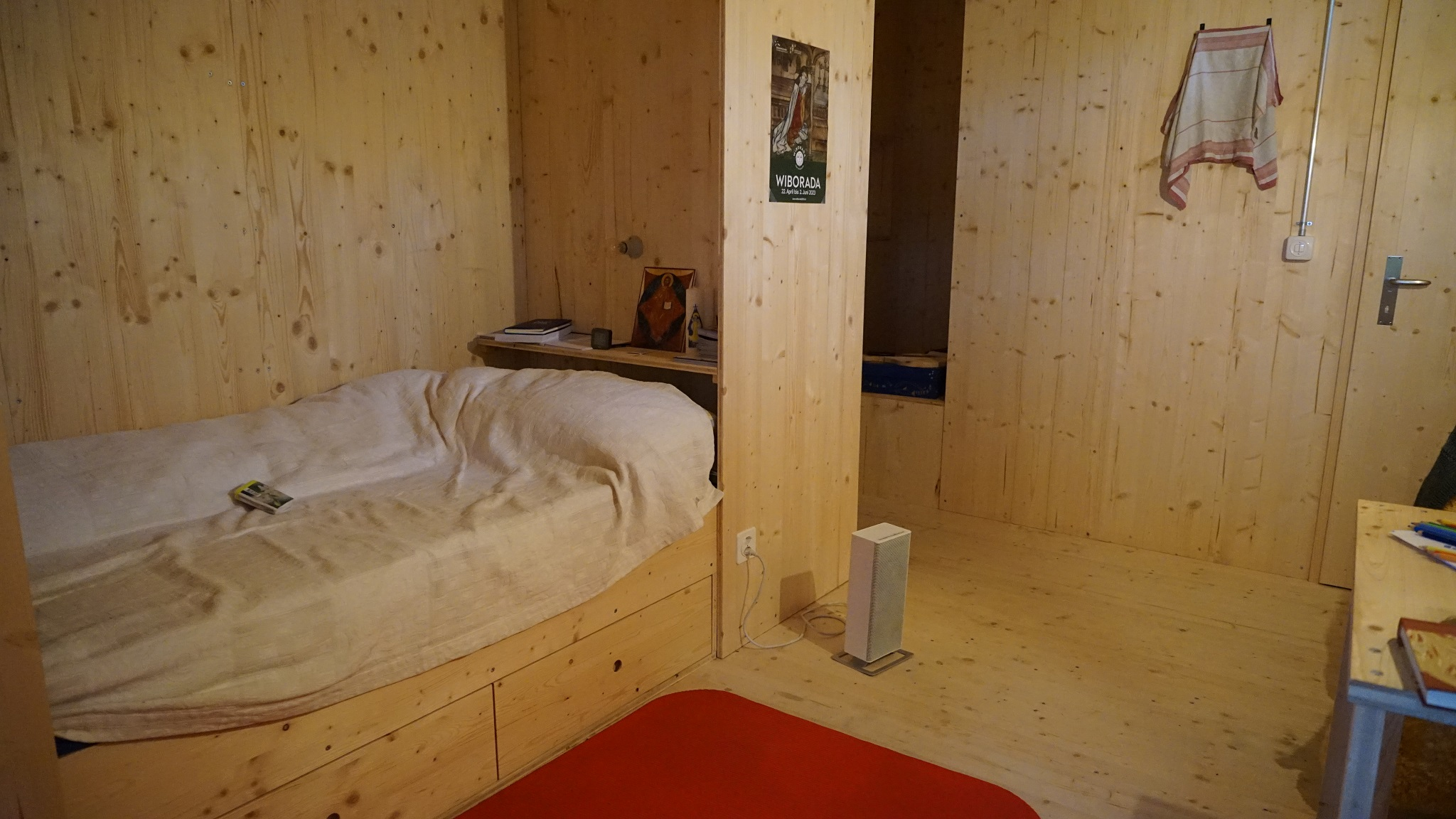
Innenansicht (2023)

Im Zuge des vom Stadtrat angeordneten St. Galler Bildersturms wurden das Wiborada-Grab sowie das ihrer Schülerin und Nachfolgerin Rachildis und deren Reliquien am 27. Februar 1528 zerstört. Die Gebeine Wiboradas gelten seitdem als verschollen. Die an St. Mangen gelegene Wiboradakapelle wurde zur Bibliothek umfunktioniert und 1774 abgerissen.
2021 wurde im Rahmen des ökumenischen Wiborada-Projektes 2021–2026 an der Aussenwand der Kirche, an der Stelle, an der sich die historische Wiboradazelle befunden haben soll, ein hölzerner Nachbau der Zelle errichtet. Der Entwurf des Nachbaus stammt vom St. Galler Architekten Daniel Cavelti. Im Gedenken an Wiborada wird die Zelle im Mai eines jeden Jahres als experimenteller Raum für moderne Inklusen genutzt. Die Zelle ist zwölf Quadratmeter gross und verfügt über elektrisches Licht sowie Bett, Tisch und Stühle sowie zwei Fenster: eines wurde eigens für das Projekt baulich in die Kirchenwand eingebracht und hat eine Verbindung in den Innenraum der Kirche. Besucher der Kirche haben die Möglichkeit, Fürbitten zu notieren, die die eingeschlossene Person gegen Ende des Tages in ihre Gebete einschliesst. Ein zweites Fenster führt aus der Zelle in den Aussenraum und ermöglicht Gespräche mit Passanten.

## Orgel

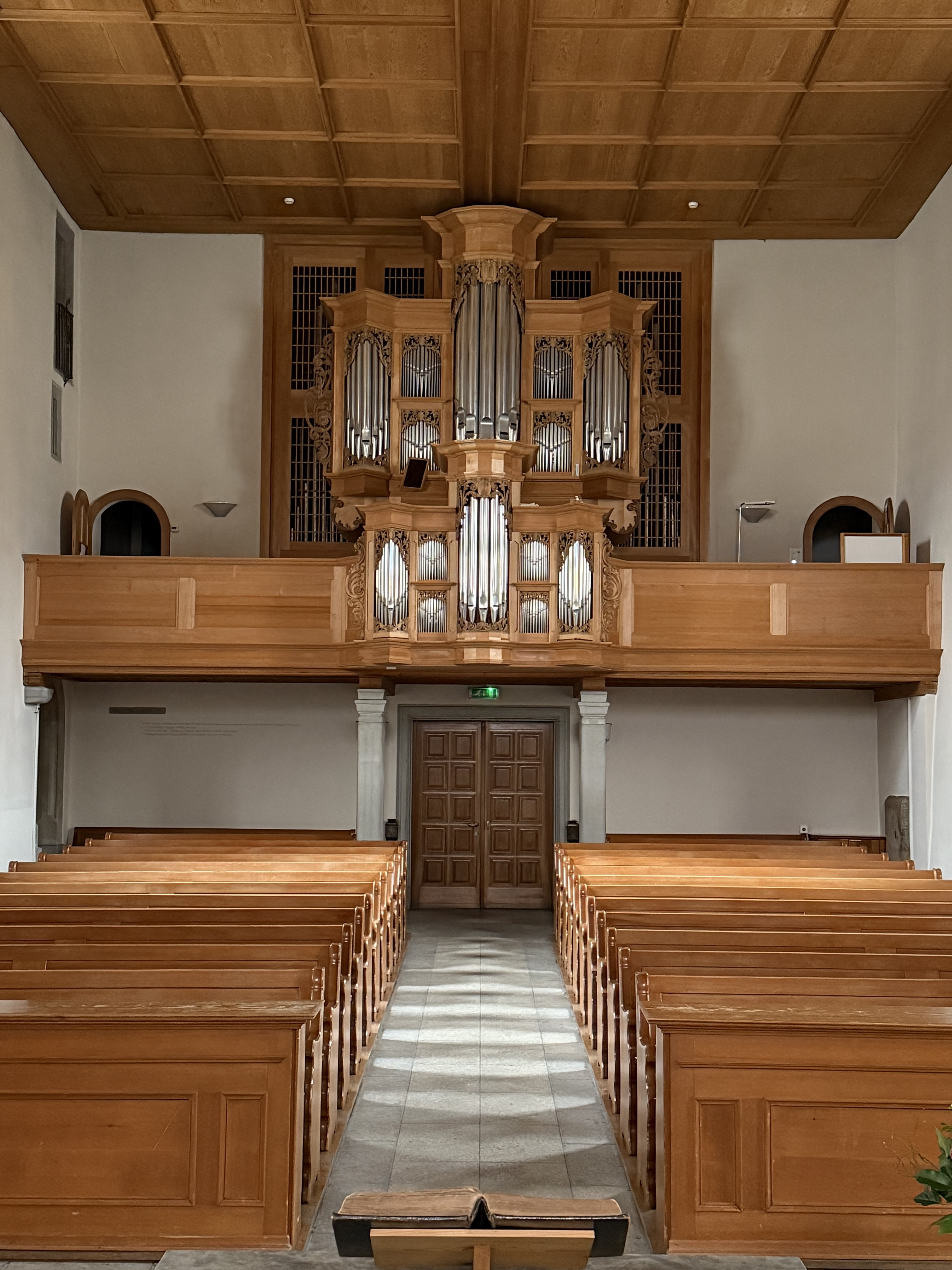
Felsberg-Orgel (1988)

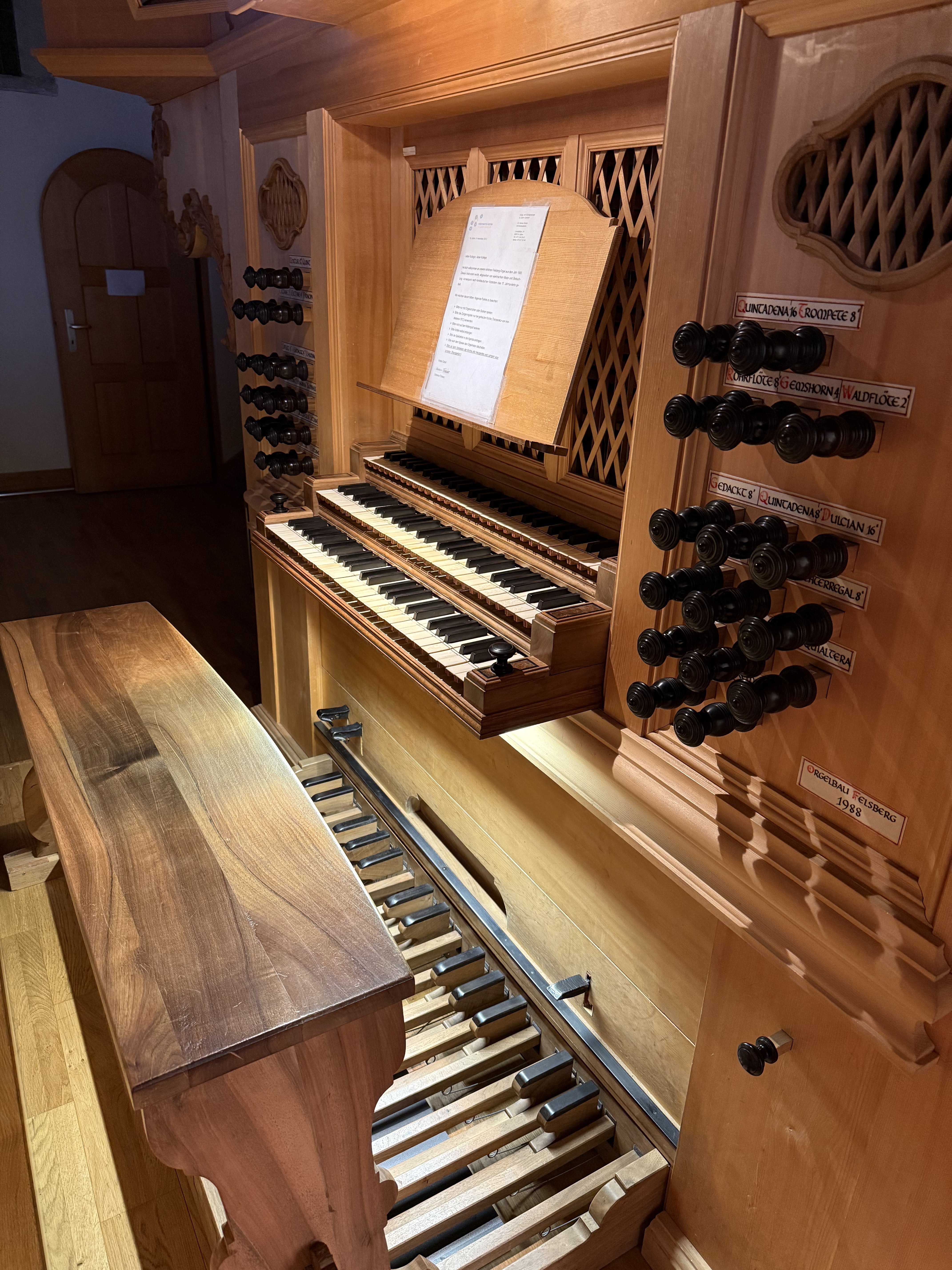
Spielschrank

Die Orgel auf der Westempore wurde 1988 von Orgelbau Felsberg erbaut, nach Vorbildern von Schnitger-Orgeln des 17. Jahrhunderts. Das Schleifladen-Instrument hat 31 Register auf drei Manualen und Pedal. Die Temperierung ist ungleichstufig (nach Thomas Young).
| I Rückpositiv C–f3 |        |
| Gedackt            | 08'    |
| Quintadena         | 08'    |
| Principal          | 04'    |
| Rohrflöte          | 04'    |
| Sesquialtera II    | 02 ⁄3' |
| Octave             | 02'    |
| Quint              | 01 ⁄3' |
| Scharff IV         | 01'    |
| Dulcian            | 16'    |
| Trichterregal 0    | 08'    |

| II Hauptwerk C–f3 |        |
| Quintadena        | 16'    |
| Principal         | 08'    |
| Rohrflöte         | 08'    |
| Octave            | 04'    |
| Gemshorn          | 04'    |
| Quint             | 03'    |
| Octave            | 02'    |
| Waldflöte 0       | 02'    |
| Mixtur V          | 01 ⁄3' |
| Trompete          | 08'    |

| III Brustwerk C–f3 |     |
| Holzgedackt        | 04' |
| Sifflet            | 01' |
| Vox humana 0       | 08' |

| Pedal C–f1  |     |
| Subbass     | 16' |
| Octave      | 08' |
| Octave      | 04' |
| Nachthorn   | 02' |
| Mixtur IV 0 | 02' |
| Posaune     | 16' |
| Trompete    | 08' |
| Cornett     | 02' |

- Koppeln: Manualschiebekoppel I/II, Pedalkoppel II/P.
- Sonstiges: Tremulant, auf das ganze Werk wirkend.
- Zwei Einführungstritte für Posaune 16' und Trompete 8' im Pedal.

## Nutzung
Seit der Reformation in St. Gallen gehört die Kirche der evangelisch-reformierten Kirchgemeinde. Ab dem Jahr 1878 wurden in der Kirche die christ-katholischen Gottesdienste abgehalten, bis 1895 die Christuskirche bezogen werden konnte. Die Kirche wird heute oft für Konzerte genutzt, unter anderem durch die J. S. Bach-Stiftung.